# Bemisia sugonjaevi
Bemisia sugonjaevi là một loài côn trùng cánh nửa trong họ Aleyrodidae, phân họ Aleyrodinae.
Bemisia sugonjaevi được Danzig miêu tả khoa học đầu tiên năm 1969.